# Sérgio Lomba
Sérgio Lomba (Beira, 11 agosto 1973) è un ex calciatore mozambicano, di ruolo difensore.

## Carriera

### Club
Ha giocato nella massima serie portoghese.

### Nazionale
Ha debuttato con la nazionale mozambicana il 25 giugno 2006 nell'amichevole vinta per 2-1 contro il Malawi, dove ha realizzato un gol.